# Adolf Dünnebacke

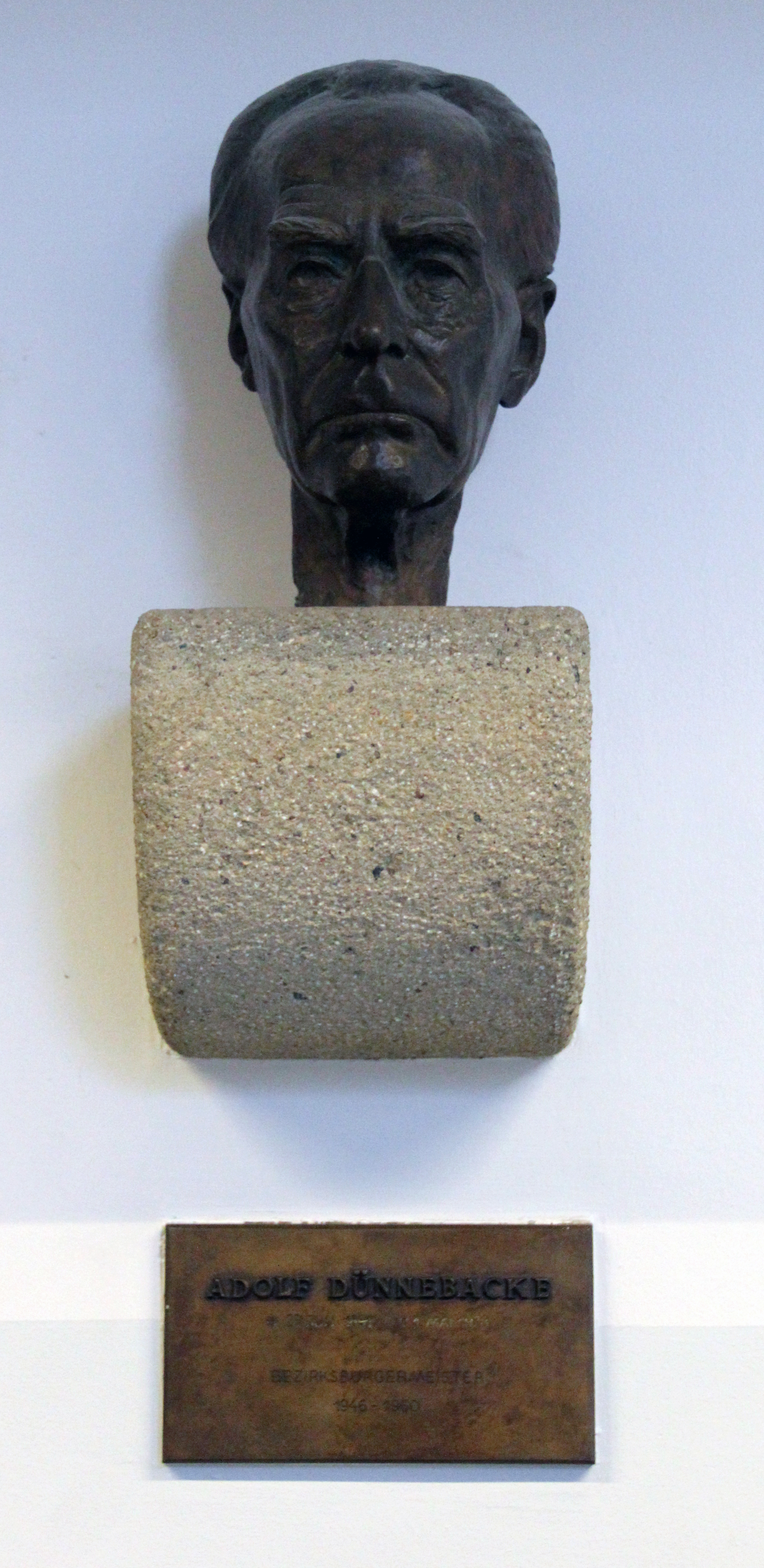
Büste im Rathaus Reinickendorf

Adolf Dünnebacke (* 29. Juli 1891 in Dortmund; † 1. Mai 1978 in Berlin) war ein deutscher Politiker der SPD.

## Leben
Adolf Dünnebacke wurde 1891 als drittes von vier Kindern des Müllers und Handlungsreisenden Adolf Dünnebacke und dessen Ehefrau Maria Mathilde Dünnebacke, geborene Backmann, in Dortmund geboren. Dünnebacke war seit 1909 Mitglied der SPD und des Deutschen Metallarbeiter-Verbandes. Im Oktober 1920 heiratete er in Dortmund die knapp zehn Jahre jüngere Adele Mösch. Das Paar hatte keine Kinder. In den 20er Jahren wurde er Vorsitzender des Betriebsrats und Mitglied des Aufsichtsrates der Eisen- und Stahlwerke Hoesch in Dortmund. 
Nach dem Zweiten Weltkrieg war er von 1946 bis 1960 Bezirksbürgermeister von Berlin-Reinickendorf. Er beteiligte sich an der Rekonstruktion der freien Volksbühne Berlin. Von 1963 bis 1967 war er Mitglied des Abgeordnetenhauses von Berlin. Dünnebacke wurde am 31. August 1960 mit der Ernst-Reuter-Plakette geehrt. Fast ein Jahr später wurde er am 29. Juli 1961 als Stadtältester von Berlin (zu seinem 70. Geburtstag) benannt.

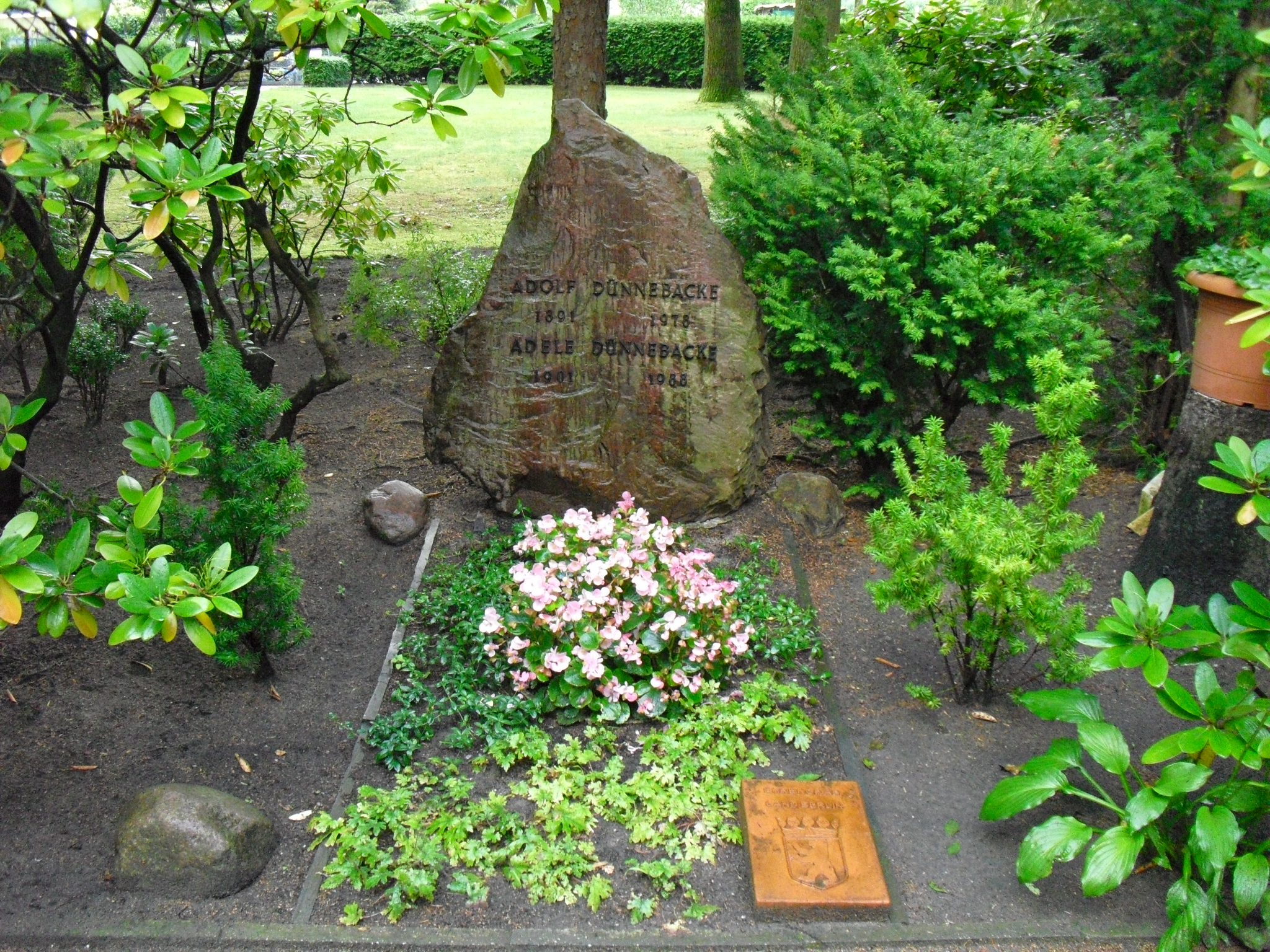
Adolf Dünnebackes Grabstein auf dem Friedhof Tegel

Nach seinem Tod erhielt er ein Ehrengrab des Senats von Berlin auf dem Friedhof Tegel.